# Roger Plaxton
Pour les articles homonymes, voir Plaxton.
Hayward Alan Roger « Rod » Plaxton (né le 2 juin 1904 à Parry Sound, mort le 20 décembre 1963 à Toronto) est un joueur canadien de hockey sur glace.

## Famille
Ses cousins Hugh et Herbert sont également champions olympiques de hockey sur glace en 1928.

## Biographie
Après sa carrière de joueur de hockey, il travaille comme gestionnaire hypothécaire pour la Canada Life Assurance Company à Toronto pendant deux décennies et demie, puis se lance dans le secteur immobilier, où il reste jusqu'à sa mort d'une crise cardiaque en 1963.

## Carrière
Pendant la saison 1927-1928, Roger Plaxton est membre des Varsity Blues de Toronto, entraîné par Conn Smythe. L'équipe remporte en 1927 la Coupe Allan. Mais Roger Plaxton n'est pas un joueur important de l'équipe.
Roger Plaxton fait partie de l'équipe nationale du Canada qui remporte la médaille de bronze aux Jeux olympiques de 1928 à Saint-Moritz. Il ne participe aux Jeux olympiques d'hiver de 1928 qu'après que son cousin Hugh fait pression pour qu'il rejoigne l'équipe avant le voyage, contre la volonté de l'entraîneur Conn Smythe qui quitte le navire pour l'Europe et laisse sa place à William Hewitt. Ainsi, lui et Herbert ne sont pas membres des Varsity Blues de Toronto, entraînés par Conn Smythe, qui remportent en 1927 la Coupe Allan, comme la majorité de l'équipe.
Roger Plaxton est remplaçant. Il joue trois matchs et ne marque aucun but.